# Ekenäs kustbataljon
Ekenäs Kustbataljon är en del av Nylands brigad som uppstod 1 januari 2005 som ersättare åt Raseborgs Kustartilleribataljon (RaKaB) som upphörde 31 december 2004. Ekenäs Kustbataljon utbildar kustrobotmän och militärpoliser på 1. Kustkompaniet. Till 2. Kustkompaniet kallas nästan alla B-klassificerade män och där utbildas också alla chaufförer. Också kvinnor som inleder frivilling militärtjänstgöring får sin 8 veckor långa grundutbildning inom 1.Kustkompaniet. På Amfibieskolan utbildas brigadens alla underofficerare, vilket är cirka 25% av de inkallade värnpliktiga. Amfibieskolan hette tidigare Underofficersskolan (UoSk).
Ekenäs Kustbataljon består av:

## 1.kustkompaniet (1.KustK)
1.Kustkompaniet utbildar kustrobotmän samt eldledare för kustrobottrupperna. Dessa tjänstgör i 180 dagar medan gruppcheferna och plutoncheferna tjänstgör i 362 dagar. Även militärpoliserna får sin utbildning på kompaniet och tjänstgör i 270 dagar. Till uppgifterna hör vaktandet av brigadområdet. Militärpolisernas grupp- samt plutonchefer tjänstgör i 362 dagar. 

### Organisation
- 1. kustkompaniet
  - Kustrobotpluton
  - 1. militärpolisplutonen

## 2.kustkompaniet (2.KustK)
2. kustkompaniet utbildar kommando- och underhållsmän för kusttrupper. Beväringarna utbildas i ekonomi-, signal- och ammunitionsförvaringsuppgifter. 2. kustkompaniet handhar även utbildningen av båtförare på Nylands brigad. Båtförarna tjänstgör 362 dagar och utbildas i framförandet av bland annat Jurmo- och G-båtar. Chaufförerna får ävenledes sin förarutbildning på kompaniet. Dessa indelas i C-chaufförer som tjänstgör 270 dagar, samt E-chaufförer som tjänstgör 362 dagar. Beväringarna som får b-klassificering och stationeras på brigaden under tjänstgöringen tillhör även de 2. kustkompaniet.

### Organisation
- 2. kustkompaniet
  - Kommando- och underhållsplutonen
  - Sjöförarplutonen
  - Chaufförsplutonen
  - Manskap med B-klassificerning